# Van Chancellor
Van Chancellor (* 27. September 1943 in Louisville, Mississippi) ist seit dem 11. April 2007 Trainer der Frauenbasketballmannschaft der Louisiana State University.
Van Chancellor war von 1978 bis 1997 Trainer der Frauenmannschaft der University of Mississippi. Anschließend wechselte er in die neu gegründete WNBA zu den Houston Comets, bei denen er bis 2007 als Trainer tätig war. Dort führte er seine Mannschaft sofort zu vier Titeln in Folge. Während seiner Zeit bei den Houston Comets konnte er insgesamt 211 Siege verzeichnen und ist damit der erfolgreichste Trainer in der Geschichte der WNBA.
Seit April 2007 ist er Trainer der Frauenmannschaft der Louisiana State University, mit der er in seiner ersten Saison gleich ins Final Four einziehen konnte.
2002 trainierte er die amerikanische Frauennationalmannschaft. Bei der Weltmeisterschaft in China konnte er die Mannschaft zum Gewinn der Weltmeisterschaft führen. Bei den Olympischen Sommerspielen 2004 betreute er erneut die Nationalmannschaft der Frauen, die dort die Goldmedaille holen konnte.
Van Chancellor ist seit 2001 Mitglied der Women’s Basketball Hall of Fame und seit September 2007 Mitglied der Naismith Memorial Basketball Hall of Fame.